# 新加坡死刑制度

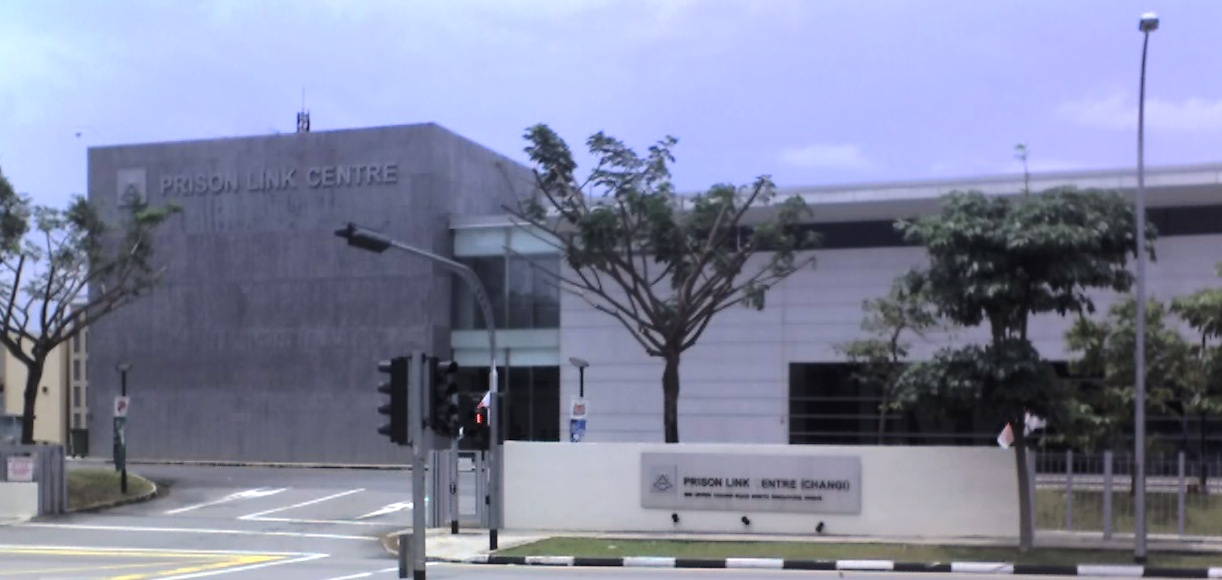
新加坡死囚牢房所在的樟宜監獄

新加坡是行使死刑制度的國家与地区之一，也是除美國、日本、中華民國外少數仍舊保留死刑制度的发达国家与地区，據聯合國估計，在1994年到1999年間全球執行的死刑個案中，如果把各國個案數目與其人口相除，以新加坡的數字佔最高，每百萬人口>25宗死刑（其次為沙地阿拉伯，為每百萬人口>11宗）。

## 死刑執行統計
下表由国际特赦组织从多个来源汇编而成，包括内政部2001年1月提供的统计数据和2003年9月向法新社报告的政府数据。根據內政部披露的信息，括號內的數字是被處決的外國公民人數。
| 年   | 謀殺   | 毒品相關 | 槍械 | 合計 |
| ---- | ------ | -------- | ---- | ---- |
| 1991 | 1      | 5        | 0    | 6    |
| 1992 | 13     | 7        | 1    | 21   |
| 1993 | 5      | 2        | 0    | 7    |
| 1994 | 21     | 54       | 1    | 76   |
| 1995 | 20     | 52       | 1    | 73   |
| 1996 | 10 {7} | 40 {10}  | 0    | 50   |
| 1997 | {3}    | 11 {2}   | 1    | 15   |
| 1998 | 4 {1}  | 24 {5}   | 0    | 28   |
| 1999 | 8 {2}  | 35 {7}   | 0    | 43   |
| 2000 | 4 {2}  | 17 {5}   | 0    | 21   |
| 2001 | 4      | 22       | 1    | 27   |
| 2002 | 5      | 23       | 0    | 28   |
| 2003 | 5      | 14       | 0    | 19   |
| 2004 | 4      | 3        | 1    | 8(2) |
| 2005 | 2      | 6        | 0    | 8(1) |
| 2006 | 4      | 2        | 2    | 8(2) |
| 2007 | 1      | 2        | 0    | 3(2) |
| 2008 | 4      | 2        | 0    | 6(3) |
| 2009 | 1      | 3        | 1    | 5(2) |
| 2010 | 0      | 0        | 0    | 0    |
| 2011 | 2      | 2        | 0    | 4    |
| 2012 | 0      | 0        | 0    | 0    |
| 2013 | 0      | 0        | 0    | 0    |
| 2014 | 0      | 2        | 0    | 2    |
| 2015 | 1      | 3        | 0    | 4    |
| 2016 | 2      | 2        | 0    | 4    |
| 2017 | 0      | 8        | 0    | 8    |
| 2018 | 2      | 11       | 0    | 13   |
| 2019 | 2      | 2        | 0    | 4    |
| 2020 | 0      | 0        | 0    | 0    |
| 2021 | 0      | 0        | 0    | 0    |
| 2022 | 0      | 11       | 0    | 11   |
| 2023 | 0      | 5        | 0    | 5    |
| 2024 | 1      | 8        | 0    | 9    |
| 2025 | 2      | 5        | 0    | 7    |

新加坡政府並未公佈2000年至2006年間的詳細統計數據。新加坡總理吳作棟在2003年9月告訴英國廣播公司，他認為2003年執行了“大約70到80起”絞刑。兩天后，他撤回了他的聲明，說這個數字實際上是“10”。

### 外籍人士
被執行死刑的囚犯包括外國公民，其中許多人被判犯與毒品有關的罪行。這些囚犯來自不同的國家，包括美國、澳大利亞、孟加拉國、中國、加納、印度、印度尼西亞、馬來西亞、荷蘭、尼日利亞、巴基斯坦、菲律賓、葡萄牙、斯里蘭卡、泰國、英國、和越南。新加坡政府公佈的數據顯示，1993年至2003年間，36%的被處決者是外國公民，其中包括一些外籍新加坡居民（新加坡居民中有一半是外國人）。

## 死刑執行程序與方式
樟宜監獄為新加坡的死刑行刑地點，在逢星期三和星期五黎明時刻執行，全數個案均以長距墜落絞刑方式處決。
當地全數死刑案件審判均公開進行，被判死刑者可在高等法院宣判前，向上訴庭提出上訴一次，每宗案件的審理過程均有文字記錄可讓公眾取得。近期的高等法院及上訴庭的判決記錄，包括死刑個案，可在法院網站下載 ，但新加坡政府未有公開有關死刑個案的詳細統計數字、處決時間等詳情，而當地傳媒在每宗死刑個案執行後，多以短小通告方式對外發佈。
監獄會在死刑犯在處決前大約一周通知家屬，並安排家屬與死囚見面。監獄亦會通知家屬為死囚辦理喪事，或向政府申請用於喪事之經費。死刑犯可以有最後一餐，但其要求未必会被完全满足。此外死刑犯还可以拍下一張生前照片，且可以穿便服拍照，照片事后会交由家屬保管。

## 死刑罪名
新加坡是一個嚴刑峻法的國家。根據新加坡民權組織思考中心（英語：Think Centre）的數據，70%的絞刑是針對與毒品有關的罪行。2017年的所有8起死刑案都是針對當年與毒品相關的犯罪，而2018年的13起死刑案中有11起也是針對與毒品相關的犯罪。

### 刑事法典
根據《刑事法典》，觸犯以下罪行可能被判處死刑：
- 發動或企圖發動戰爭或教唆對政府發動戰爭 (§121)
- 侵犯總統人身罪 (§121A)
- 危及生命的海盜行為 (§130B) (強制處死)
- 導致死亡的種族滅絕行為 (§130E) (強制處死)
- 教唆叛變 (§132)
- 導致無辜者被處決的偽證行為 (§194)
- 謀殺 (§302) (在《刑事法典》S300(a)條下為強制處死；在《刑事法典》S300(b)條、S300(c)條和S300(d)條下為酌情決定)
- 教唆18歲以下的人或“精神錯亂”者自殺 (§305)
- 被判終身監禁的囚犯謀殺未遂 (§307 (2)) (強制處死)
- 以殺人為目的綁架 (§364)
- 五人或以上團伙搶劫導致一人死亡 (§396)

自2007年《刑事法典（修訂）法令》推出以來，新加坡不再允許對強姦和叛亂者判處死刑。

### 軍火法令
《軍火法令》規定了涉及槍支和武器的刑事犯罪。任何使用或試圖使用武器的人（第4條）都可能面臨處決，任何使用或試圖使用武器來實施預定犯罪的人（第4A條）也可能面臨死刑。這些預定的罪行包括作为非法集會的成員；暴動；針對該人的某些罪行；綁架；敲詐勒索；入室盜竊；搶劫；防止逮捕或拒捕；故意破壞；惡作劇。任何在預定犯罪期間被判犯有使用武器罪的人的共犯（第5條）同樣可以被施以絞刑。販運武器（第6條）也可判处死刑。其中“販運”被定義為非法持有超過兩支槍支（除非有相反证据）。

### 滥用毒品法令

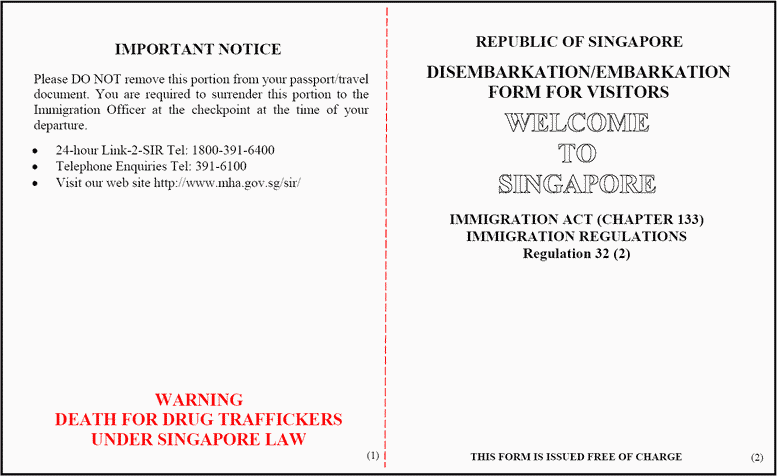
新加坡入境卡包含對遊客關於販毒者將面對死刑的警告。在新加坡-柔佛长堤和其他邊境入口處也可以找到警告標誌。

根據《濫用毒品法令》第2附表，任何進口或出口超過以下重量之毒品者將被判處死刑：
- 1200克鴉片並含有超過30克嗎啡 (§5 和 §7, (2)(b))；
- 30克嗎啡 (§5 和 §7, (3)(b))；
- 15克二乙酰吗啡（海洛因） (§5 和 §7, (4)(b))；
- 30克可卡因 (§5 和 §7, (5)(b))；
- 500克大麻 (§5 和 §7, (6)(b))；
- 1000克大麻混合物 (§5 和 §7, (7)(b))；
- 200克大麻脂 (§5 和 §7, (8)(b))；
- 250克甲基苯丙胺 （冰毒）(§5 和 §7, (9)(b))。

任何製造下列物質者處死刑：
- 嗎啡或嗎啡的任何鹽、嗎啡酯或嗎啡酯的鹽 (§6, (2))；
- 二乙酰嗎啡（海洛因）或二嗎啡的任何鹽 (§6, (3))；
- 可卡因或任何可卡因鹽 (§6, (4))；
- 甲基苯丙胺 (§6, (5))。

### 內安法令
《內安法令》的序言指出，該法令“保證新加坡的內部安全、預防性拘留、防止顛覆、制止在新加坡特定地區針對人員和財產的有組織的暴力行為並包含附帶事項”。總統有權指定某些受管制區域。任何在受管制區域內被抓獲的人或持有槍支、彈藥或爆炸物的人可被處以死刑。

### 綁架法
《綁架法》规定，意图绑架他人以勒索赎金而非法限制或监禁他人可被處以死刑。

## 存廢爭議
新加坡死刑制度為人權組織批評；尤其是將之作為對干犯非暴力罪行者的強制性刑罰（如毒品相關罪行），受到更廣泛的批評。

### 國人強烈支持死刑
新加坡新聞媒體上幾乎不存在關於死刑的公開辯論，儘管這個話題偶爾會在高度宣傳的刑事案件中被討論。在這個問題上爭取公眾意見的努力很少見，有人認為民眾受到中國傳統法家思想的影響，即嚴厲懲罰可以威懾犯罪並有助於維護社會和平與和諧。2007年10月，律政部兼內政部高級政務部長何炳基在國會上說：“我們中的某些人可能認為應該廢除死刑。但在兩年前進行的一項調查中，據《海峽時報》報導，95%的新加坡人認為應該保留死刑。這些年來，這是幫助我們保持安全和有保障的東西，它只保留給極少數的特定罪行。”
據報導，前反對黨議員約舒亞·本傑明·惹耶勒南僅獲准在議會就此事發表幾分鐘講話，隨後他的言論遭到何炳基的反駁。
很少有其他反對黨議員會提出這個問題，這大致反映了新加坡民眾普遍對此事漠不關心。
在某些情況下，在某些備受矚目的案件中，公眾會主張對據稱犯有謀殺罪的人判處死刑。在余玉蓮涉嫌被陳惠珍和潘學泉虐待和謀殺的案件中，他們分别被判處14至16年監禁（以及潘學泉接受14下鞭刑），原因是他們使用武器造成嚴重傷害，網民對這對夫婦的殘忍行為感到憤怒，認為量刑過輕，促使他們請求判處更嚴厲的懲罰；一些人甚至要求對這對夫婦判處死刑。檢方向公眾澄清，由於法醫證據難以證明蓄意謀殺罪名，因此無法完全證明對這對夫婦的謀殺指控，這充分表明這對夫婦一開始並不打算謀殺余玉蓮。
在另一個案例中，年僅兩歲的 Mohamad Danial Mohamad Nasser 因被虐待而死亡。鑑於根據證據很難以謀殺罪對這對夫婦定罪，檢方只能以造成嚴重傷害的罪名執行懲處。Danial 的母親 Zaidah 被判處11年監禁，而她的男友 Zaini Jamari 被判鞭刑12下并入獄10年。當地網民認為量刑過輕，他們對Danial父母所表現出的極端暴行和暴力行為感到憤怒，他們向法院請願對涉嫌謀殺Danial的這對夫婦判處死刑。

### 抗議和反對
在Shanmugam Murugesu被絞死之前，民眾於2005年5月6日舉行了一場三個小時的守夜活動。在富麗華酒店舉行活動的組織者表示，這是新加坡第一次完全由公眾組織的反對死刑的公眾集會。Murugesu 在從馬來西亞返回新加坡後被發現擁有六包僅超過1公斤的大麻後被捕。他承認知道其中一包含有300克的大麻，但辯稱不知道其他五包的存在。該事件未在部分國有的媒體上報導，當第一個人正要開始講話時，警方關閉了麥克風。
新加坡的死刑法引起了媒體的評論。例如，科幻小說作家威廉·吉布森在擔任記者時曾寫過一篇關於新加坡的遊記，諷刺地將標題命名為“有死刑的迪斯尼樂園”。

## 著名個案

### 謀殺
- 1965年：在1963年安乐岛监狱暴动（英语：Pulau Senang prison riots）中杀害4名狱警的18名拘留犯（包括这期暴动的主犯陈庆安），因谋杀罪名成立而在1965年10月29日正法。
- 1967年：洪书宣，又名洪山尼（英语：Sunny Ang），法学院学生，于1967年2月6日正法，罪名为在1965年杀害女友石清菊以骗取保险金。
- 1968年：Usman bin Haji Muhammad Ali（英语：Usman bin Haji Muhammad Ali）和Harun Thohir（英语：Harun Thohir），印度尼西亚海军人，于1968年10月17日正法，罪名为在1965年3月10日犯下麦唐纳大厦爆炸案（英语：MacDonald House bombing），因而导致三人死亡，另33人受伤。
- 1970年：林兴顺（承包商）与刘雅雅（工厂员工），新加坡人，俩人涉嫌在1968年2月5日谋杀24岁警探D. Munusamy（英语：Murder of D. Munusamy），于同年11月30日罪名成立并被判死刑。于1969年11月至1970年3月之间上诉失败后，俩人于不明日期被处死。
- 1972年：刘钦旋和祁亚弟，俩人被控谋杀两名香港人简细卿与梁峰（英语：Upper Bukit Timah factory murders）而罪名成立，被判死刑。俩人上诉失败后于1972年的某一日遭受正法。
- 1973年：李祖壁、林金贵与何记发，三人均是马来西亚人，因涉嫌在1968年绑架并杀害19岁富家子王勉励（英语：Kidnapping of Ong Beang Leck），于1970年6月12日谋杀罪成被判死刑，并在1973年1月27日问吊。其余的两名同谋赖春成（洋名Richard）与赵秀昌被控协助赎金谈判并获取一部分赎金而被均判监禁4年。
- 1973年：Osman bin Ali，出生于印尼的新加坡籍园丁。在1970年杀害两名同事：68岁厨师陈在贤和58岁女佣伍娣（英语：Leedon Park double murders）。一年后因两项谋杀罪名成立被判死刑。于1973年7月27日正法。
- 1973年：酒吧女郎黄婉秀（又称黄咪咪（英语：Mimi Wong））与她的清洁工丈夫冼松锦（英语：Sim Woh Kum），于1973年7月27日正法，罪名为在1970年杀害黄婉秀的日本男朋友之妻渡边绫子。
- 1973年：周剑雄，在马来西亚怡保出生的无国籍人士。于1969年6月21日杀害兄长的17岁未婚妻江秀兰（英语：Murder of Kwong Sau Lan），在此案中也被加控蓄意刀伤江秀兰的45岁母亲李银玉。原本在1970年7月18日谋杀罪成判死刑，但成功获取重审。1971年11月20日再次在重审中被判谋杀罪成，第二次被判死刑。于1973年8月3日正法。犯案年龄时年仅19岁。
- 1975年：邹福源、邹福兴、林瑞源、姚贤泰、Richard James、Stephen Francis 以及Konesekaram Nagalingam，于1975年2月28日正法，罪名为在1972年劫杀3名商人以取得120条金条。
- 1975年：Chelliah Silvanathan，别名Tampines Rajah，被控刺杀黑社会同党成员Arumugam Jayamani（英语：Murder of Arumugam Jayamani），于1975年4月11日被吊死。
- 1975年：林金发和梁民才，来自槟城的马来西亚人，被控枪杀42岁的酒庄老板周留的（英语：Amoy Street wine shop murder），在1973年判谋杀罪成并处以绞刑。处决日期为1975年6月27日。
- 1975年：刘亚超，新加坡现役军人，涉嫌在1974年4月2日开枪杀死21岁上司何君成（英语：Shooting of Hor Koon Seng）少尉。同年10月因谋杀罪成被判死刑。于1975年11月29日问吊。犯案时年仅19岁。
- 1976年：彭广仁，新加坡籍水手，涉嫌在1973年9月15日于某一家咖啡店谋杀23岁的菜摊助手陈荣林（英语：Bras Basah coffeeshop murder）。于1974年5月谋杀罪成被判死刑。最终于1976年4月16日遭受正法。
- 1976年：K. Vijayan Krishnan，马来西亚籍散工，涉嫌在1973年12月21日于某一家咖啡店谋杀24岁的起重机司机Ahora Murthi Krishnasamy（英语：Murder of Ahora Murthi Krishnasamy）。于1974年11月谋杀罪成被判死刑。最终于1976年4月30日遭受正法。
- 1977年：Nadarajah Govindasamy，新加坡商人，因残暴杀害女儿的未婚夫Mohamed Azad Mohamed Hussein（英语：Murder of Mohamed Azad），于1975年8月20日以谋杀罪判处绞刑。后来上诉失败后于1977年1月28日被绞死。
- 1979年: Visuvanathan Thillai Kannu，马来西亚散工，于1976年1月23日谋杀46岁的清洁工Madikum Puspanathan（英语：Murder of Madikum Puspanathan），犯案后潜逃两个月，在柔佛被逮捕并遣送回新加坡受审。同年11月谋杀罪成被判死刑。最后于1979年5月25日正法，终年27岁。
- 1979年: 郑永发，于1974年刺杀22岁的王昌权（英语：Murder of Wong Thng Kiat），而被判死刑。最后于1979年6月29日正法。
- 1980年：工人郭祺祥，于1979年3月7日被判死刑，于1980年11月19日上诉失败后在不明日期被处决，罪名为性侵并杀害10岁女学生钟玉霞（英语：Murder of Cheng Geok Ha）。
- 1982年： Kalidass Sinnathamby Narayanasamy，新加坡武装部队的军人，涉嫌在1977年屠妖节的夜晚猥亵并勒死7岁的亲生侄女Usharani Ganaison（英语：murder of Usharani Ganaison）。在1980年3月27日因谋杀罪成而判死刑。于1982年5月17日上诉失败后在不明日期被处决。
- 1982年：侯大头（英语：Margaret Drive hawker murders），新加坡籍小贩，涉嫌在1976年于女皇镇的小贩中心谋杀24岁的潘汉良和56岁的许润琼（第一被害者潘汉良的母亲）。于1978年判死刑，随后于1982年某一日正法。
- 1984年：杨清文、王贵光与王振福，于1984年2月24日正法，罪名为绑架并杀害18岁现役警察李金来（英语：Lee Kim Lai）与出租车司机周天恩。
- 1986年：沈明德，马来西亚籍焊工，为1980年裕廊鱼市场命案（英语：Jurong fishing port murders）的主犯及三名凶手之一，犯案时年仅18岁。1983年遭到逮捕后，沈明德因谋杀此案的两名死者张庆祥与李正中而罪成，于1985年3月27日判死刑，于1986年7月7日上诉失败后在不明日期被处决。沈明德的两名共犯的其中一名，22岁的白明才，因承认两项误杀罪而被判终身监禁和鞭打24下，而最后的嫌凶庄明裕至今依然逍遥法外。
- 1986年：Ramu Annadavascan，新加坡籍卡车司机，因利用耙子打伤45岁铁炉工人Kalingam Mariappan（英语：East Coast Parkway murder）并且故意放火烧死他，被判谋杀罪成并处以死刑。行刑日期为1986年9月19日。他的16岁同谋Rathakrishnan Ramasamy由于犯案时依旧未成年，被判无限期监禁，等待总统发落，于2001年出狱。
- 1988年：刘亚强，育有一女的无业青年，涉嫌在1980年7月杀害自己的远亲的16岁养女王爱素（英语：Murder of Ong Ai Siok）（本名吴鸾琼），于1986年2月21日判死刑，于1988年1月18日上诉失败后在不明日期被处决。
- 1988年：林寶龍、陳梅珠和何家鳳，於1988年11月25日正法，參見大巴窑杀童案。
- 1988年：薛金华，新加坡现役军人兼连环杀手，于1988年12月9日正法，罪名为在1983年6月至7月之间杀害五人，包括安德烈路三重命案（英语：Andrew Road triple murders）；其犯案时年仅19岁。他的共犯，19岁的马来西亚籍焊工饶国明，因持枪抢劫而被判终身监禁和鞭打6下。
- 1990年：张文安，新加坡籍乩童，因谋杀66岁的钟剑明（英语：murder of Chong Kin Meng）而被判死刑。上诉失败后于1990年4月20日被绞死。
- 1990年：陈朝与林明海（英语：Ang Mo Kio family murders）（又译名林炳海），两名嗜毒的无业新加坡籍青年，涉嫌在1983年3月28日抢劫并杀害28岁家庭主妇苏莉莉与她的一对子女杨英杰（3岁）和杨佩玲（2岁）。然而，在樟宜监狱以死囚身份等待行刑的陈朝却在1990年5月8日服药自杀，因此只有林明海后来在1990年10月5日单独为三项谋杀罪名上吊被处死。
- 1991年：陈昭木，新加坡劳工，涉嫌杀害23岁的少妇谢芹芳（英语：Murder of Chia Chun Fong）。陈昭木干案后逃往印尼和马来西亚，然而他潜逃7年后，于1987年因为偷车而被马来西亚警方逮捕，过后被遣送回新加坡受审。于1990年8月31日被判谋杀罪成，并判以死刑。最后在1991年9月上诉失败，于不明日期问吊。
- 1991年：谢志贤，新加坡现役军人，涉嫌在1987年7月17日开枪杀死24岁上司Daniel De Rozario（英语：Murder of Daniel De Rozario）。于1990年5月判死刑，于1991年9月上诉失败后在不明日期被处决。犯案年龄时年仅19岁。
- 1992年：Hensley Anthony Neville，在1984年11月2日强奸并谋杀19岁的室内设计师林桂芳（英语：Kallang Bahru rape and murder）。在马来西亚潜逃两年后被抓捕，并在1990年11月22日因谋杀罪成而判死刑。于1992年8月28日正法。
- 1992年：Vasavan Sathiadew（又名陈金城）和两名泰裔建筑工人Phan Khenapin与Wan Pathong，于1992年10月23日正法，罪名为在1984年集体殴打并杀害Vasavan的华裔养弟陈铁城（英语：Murder of Frankie Tan）。命案主谋李枝宝（陈铁城之妻）因误杀罪而入狱7年，而最后的共犯Ah Poo（泰籍劳工）至今依然逍遥法外。
- 1993年：Mohamed Bachu Miah与Mohamed Mahmuduzzaman Khan，均是孟加拉籍客工，俩人被控残杀同乡的20岁工人Mohamed Shafiqul Islam（英语：Murder of Mohamed Shafiqul Islam），并砍断他的睾丸。俩人被判谋杀罪成，因而处以死刑。俩人于1993年7月23日正法。
- 1993年：新加坡籍清洁工Maksa Tohaiee，于1993年11月26日正法，罪名为劫杀38岁的意大利籍家庭主妇Clementina Curci（英语：Murder of Clementina Curci）；其犯案时年仅18岁。
- 1993年：黄树兴（英语：Ng Soo Hin murders），新加坡籍木匠。犯案时年龄19岁，具体处决日期应为1993年后，罪名为谋杀女友符真真以及符真真的好朋友黄丽卿。于1993年5月26日被新加坡高庭判谋杀罪名成立，并处以绞刑，于1993年12月上诉失败。
- 1993年：陈美福，新加坡人，被控于1991年谋杀博览会摊主黄庆华（英语：murder of Ng Keng Hua），于1993年3月22日谋杀罪成后被判死刑，但行刑日期不详。他的共犯杜来（又名阿达）也涉嫌此案，但至今仍逍遥法外。
- 1993年：叶谋贤，马来西亚人。具体处决日期应为1993年后，罪名为谋杀马来西亚女工人王美香（英语：Murder of Wong Mee Hiong）。于1993年3月10日被新加坡高庭判谋杀罪名成立，并处以绞刑，于1993年10月上诉失败。
- 1993年：Ithinin Kamari，新加坡籍水手，涉嫌在1989年谋杀33岁的Mohamed Johar Selamat以及29岁的Mohd Said Abdul Majid（英语：Tanglin Halt double murders）。于1992年1月因两项谋杀罪成，被判死刑。于1993年上诉失败后，于不明日期被绞死。
- 1993年：罗勇向，来自马来西亚怡保，于1985年谋杀印尼华人及鱼商阮颂（英语：murder of Nurdin Nguan Song），潜逃三年后被逮捕及面临谋杀控状。于1990年被判谋杀罪成而判死刑。他的共犯陈瑞云则以误杀罪和其余罪名而于1993年6月被判入狱23年和鞭打24下。罗勇向后来在陈瑞云庭审结束后被绞死，但具体行刑日期不详。
- 1994年：Mazlan Maidun，于1994年1月21日正法，罪名为谋杀49岁的卡车司机杨云清（英语：Murder of Yeu Lam Ching）。Mazlan的共犯Abdul Aziz Abdul Rahman则因为谋杀罪名不成立，而以抢劫罪入狱10年和鞭刑12下。
- 1994年：Krishnan Varadan，马来西亚人，在1984年谋杀74岁的Packiria Pillai Krishnasamy（英语：Murder of Packiria Pillai Krishnasamy），于1987年被判死刑，以死囚身份被换押七年后，最终于1994年4月15日正法。行刑之时成为新加坡国内服刑最久的死囚。
- 1994年：李德生，新加坡籍服役军人，于1994年7月29日正法，罪名为谋杀45岁新加坡理工学院讲师陈振隆（英语：Singapore Polytechnic stabbing）。
- 1994年：吴宏春，新加坡籍散工，于1994年7月29日正法，罪名为谋杀10岁女小学生柯美凤（英语：Murder of Kuah Bee Hong）。
- 1994年：廖汉兴（无业）与Ibrahim Masod（保安人员），新加坡人，俩人因涉嫌在1989年4月绑架并杀害56岁金行老板庞世华（英语：Kidnapping of Phang Tee Wah）。但是，此案的主谋廖汉兴后来在1993年8月10日因心脏病暴发而于樟宜监狱逝世，终年48岁。因此，只有后来上诉失败的55岁共谋Ibrahim独自在1994年7月29日上绞刑台被吊死。
- 1994年：Mohamed Jaafar Abidin和Yacob Rusmatullah，新加坡人，俩人涉嫌在1991年2月12日谋杀78岁的家庭主妇Sukarti Amari（英语：Murder of Sukarti Amari）。于1993年4月13日因谋杀罪成而被判死刑，最后俩人于1994年8月26日问吊。
- 1994年：Murgan Ramasamy，新加坡籍无业青年，涉嫌在1988年和三名朋友一起抢劫并谋杀48岁的出租车司机Jaswant Singh（英语：Murder of Jaswant Singh）。Murgan犯案后潜逃两年，最终在1990年被逮捕，于1993年3月被判处死刑。于1994年9月16日被处决。其余的三名同谋则以抢劫伤人的罪名入狱和打鞭。
- 1995年：林来福，从事木匠工作的新加坡人，涉嫌在1990年10月12日强奸并谋杀青梅竹马兼前女友陈惠银（英语：1990 Punggol rape and murder）。于1993年12月2日罪成判死刑，后在1995年上诉失败后被绞死，但具体行刑日期不详。
- 1995年：Flor Contemplacion（英语：Flor Contemplacion），来自菲律宾的女佣，于1995年3月17日正法，罪名为杀害她的同胞及朋友Delia Maga和一名4岁男孩Nicholas黄（为Maga的雇主黄胜强之独生子）。
- 1995年：马来西亚籍家庭主妇秦秀莲，于1995年3月31日正法，罪名为教唆杀害26岁的女扮男裝的女友林丽珍（谋杀案受害者）（英语：Murder of Lim Lee Tin）。秦秀莲的弟弟秦耀金和他们的友人黄金兴也因谋杀林丽珍而于同日与秦秀莲一同上绞刑台。
- 1995年：Kumar Nadison、Jabar Kadermastan与Chandran Gangatharan，三人均来自马来西亚，涉嫌在1985年与五名同党杀害38岁的Samynathan Pawathai（英语：Murder of Samynathan Pawathai），犯案四年后，三人均被判谋杀罪成，然后被判死刑。最后于1995年4月28日被正法。其余两名同党Abdul Ghaffur Parith Mohamed Kassim和S. Ganesan Shanmugam因承认犯下误杀罪而各判入狱6年，但最后的三名身份不详的同党至今仍逍遥法外。
- 1995年：新加坡籍校车司机胡立国，于1995年5月19日正法，罪名为杀害17岁的马来西亚籍女中学生梁珊珊（英语：Murder of Liang Shan Shan）。他也被加控在1982年10月6日涉嫌谋杀18岁的休息厅服务生Rohayah binti Mohamed Ali。
- 1995年：Jahabar Bagurudeen，来自印度的商人，于1995年6月2日正法，罪名为杀害50岁的印度籍钱币兑换商Shamsul Hameed（英语：Murder of Shamsul Hameed）。
- 1995年：Mohamed Ashiek Salleh与Junalis Lumat，两名新加坡籍无业青年。因劫杀出租车司机张金福（英语：Yishun taxi driver murders）而于1994年3月被判死刑，后来于1995年6月16日被绞死。其中一名嫌凶Junalis也涉嫌在另外一起命案谋杀夜班出租车司机邢谷环。
- 1995年：潘瑞文，新加坡籍无业人士，因谋杀50岁的非法高利贷者沈亚利（英语：Murder of Sim Ah Lek）而于1994年5月罪名成立并被判死刑，于1995年6月16日被绞死。
- 1995年：Anbuarsu Joseph，新加坡人和私会党“义龙杰”的首领，涉嫌在1993年利用斧头砍杀34岁的机场工人Thampusamy Murugian Gunasekaran（英语：Murder of Thampusamy Murugian Gunasekaran）。犯案9个月后自首，并且在1994年8月谋杀罪成后判死刑。于1995年7月7日正法。其余身份未明的两名共犯至今逍遥法外。
- 1995年：Sagar Suppiah Retnam，新加坡劳工和私会党“洪顺堂”的首领，涉嫌在1990年谋杀一名20岁的马来西亚人Sivapragasam Subramaniam（英语：Murder of Sivapragasam Subramaniam）。Sagar在潜逃三年后于柔佛新山被逮捕，遣送回新加坡后以谋杀罪名控上法庭，并且在1994年5月谋杀罪成后判死刑。于1995年7月7日正法。其余的13名“洪顺堂”党徒则被控较轻的蓄意伤人罪而被判入狱。
- 1995年：Jamaludin Ibrahim（英语：Hougang double murders），新加坡籍维修工人，因涉嫌杀害一对邻居夫妇刘玉龙及陆雨晴，被判两项谋杀罪成并处以死刑。于1995年7月28日正法。
- 1995年：Maniam Rathinswamy与S. S. Asokan，新加坡籍保安人员。俩人于1995年9月8日正法，罪名为共同谋杀32岁的非法高利贷者陈庆宏（英语：Murder of Tan Heng Hong）。Maniam是于1993年12月3日定罪并被判死刑，而在马来西亚柔佛因抢劫案而被逮捕的Asokan是在1994年8月遣送回国，随后在1995年1月19日被判死刑。随后涉嫌同案的俩人依法在同一日被处决。
- 1995年：Indra Wijaya Ibrahim，新加坡人，因在1994年于勿洛北的组屋区的电梯中劫杀80岁的卢桂花（英语：Bedok North lift murder），于1995年2月谋杀罪成被判死刑。判刑距离七个月后，于1995年9月29日正法。
- 1996年：Panya Marmontree, Prawit Yaowabutr, Manit Wangjaisuk, Panya Amphawa, and Prasong Bunsom，来自泰国的客工，涉嫌于1992年11月至1993年9月之间在工地劫杀三名外劳（英语：1992–93 Singapore construction site murders）（一名缅甸人和两名印度人）。最后被判死刑，于1996年3月15日问吊。
- 1996年：John Martin Scripps（英语：John Martin Scripps），英國連環殺手，于1996年4日19日正法，罪名为在新加坡一家酒店谋杀一名南非游客Gerard George Lowe，以及随后在泰国杀了一对加拿大母子：Sheila Mae Damude和她的儿子Darin Jon Damude。
- 1996年：Zainal Abidin Abdul Malik，于1996年8月30日正法。罪名为利用斧头砍杀47岁的警曹巫镇发（英语：Murder of Boo Tiang Huat）。犯下谋杀前曾因抢劫而于1988年入狱3年及鞭打12下。
- 1996年：张金凤，新加坡籍妓女，于1996年8月30日正法。罪名为刺杀26岁的马来西亚籍妓女和同事曾美婷（英语：Murder of Ching Bee Ing）。
- 1997年：Pracha Thanomnin，泰籍客工，涉嫌在1995年1月谋杀一名出租车司机李国贤（英语：Murder of Lee Kok Yin）的四名凶手之一。谋杀罪成后于1997年1月10日正法。第二名共犯Kraisak Sakha因上诉成功推翻谋杀罪名及死刑判决，改判企图抢劫罪名成立，并改判监禁5年及鞭打12下，然而其余身份未明的两名共犯至今仍逍遥法外。
- 1998年：Asogan Ramesh Ramachandren与Selvar Kumar Silvaras，于1998年5月29日正法，罪名为杀害黑社会流氓Saravanan Michael Ramalingam。Asogan与Selvar的同谋Mathavakannan Kalimuthu（英语：Mathavakannan Kalimuthu）则获取新加坡总统特赦，随后被判终身监禁。
- 1998年：蔡华顺（英语：1996 Bedok Reservoir flat murder），前新加坡军队上士，具体处决日期应为1998年之后，罪名为于1996年8月26日谋杀39岁的大嫂梁南莱，并严重砍伤4岁侄子蔡贵豪。于1997年4月14日被新加坡高庭判谋杀罪名成立，并处以绞刑，于1998年2月上诉失败。
- 1998年：林振冲（英语：Duck Den murder），马来西亚青年及男娼，于1998年10月23日正法，罪名为在1997年6月20日杀害65岁娼寮经营人及同性恋者刘振贵；其犯案时年仅18岁又8个月大。
- 1998年：沈英德，新加坡籍无业青年，被控于1996年杀害一名印尼华侨商人黄汉明（英语：1996 Pacific Plaza stabbing），后来在1998年5月19日被判死刑，随后在1998年8月1日上诉失败；具体行刑日期不详。
- 1999年：Tengku Jonaris Badlishah（英语：Rolex watch murder），马来西亚人以及吉打州苏丹之侄子，具体处决日期应为1999年之后，罪名为于1998年4月20日的早晨之时谋杀42岁的美容师傅美英，并抢劫她的劳力士手表。于1998年12月8日被新加坡高庭判谋杀罪名成立，于1999年2月上诉失败后处以绞刑。
- 1999年：Gerardine Andrew（英语：1997 landlady murder），印籍妓女，于1999年2月26日正法，罪名为在1997年3月13日教唆三名友人抢劫并杀害53岁的女房东Sivapackiam Veerappan Rengasamy。原本在1998年2日因误杀罪被判监禁8年，但因控方上诉成功而在1998年9月被改判谋杀罪名成立并处于绞刑。Gerardine的两名雇佣杀手Mansoor Abdullah（23岁）与Nazar Mohamed Kassim（28岁；Mansoor的好友）也因涉嫌帮助谋杀Sivapackiam而与Gerardine在同一日被绞死。最后的共犯Kamala Rani Balakrishnan（22岁；Mansoor的姐姐及妓女）因误杀罪而被判监禁7年。
- 1999年：杜延雄，马来西亚人，涉嫌在1993年抢劫和杀害新加坡国立大学教授李国祥（英语：Murder of Lee Kok Cheong）的三名凶手之一。于1999年4月30日正法。两名共犯之一黄哲祥因抢劫而入狱8年和鞭打10下，而第三名嫌凶李哲奇于2006年落网，并且在2008年判死刑后于不明日期问吊。
- 1999年：Norishyam Mohamed Ali和Shaiful Edham Adam（英语：Murder of Iordanka Apostolova），于1999年7月2日正法，俩人罪名为谋杀一名26岁的保加利亚籍学生Iordanka Apostolova。Shaiful的妻子Hezlinda A. Rahman也因协助丈夫弃尸而被判监禁6年。
- 1999年：S. Nagarajan Kuppusamy（英语：Murder of Jaranjeet Singh），新加坡籍卡车司机，涉嫌谋杀40岁狱警Jaranjeet Singh，于1999年7月23日正法。他的共犯Saminathan Subramaniam原先亦被控谋杀，但最后改控蓄意伤人罪而监禁9个月和鞭刑。
- 2000年：刘立平（英语：1998 Tampines flat murder），于2000年9月1日正法，罪名为在1998年8月26日抢劫并杀害50岁的好友及水果摊助手陈英燕。
- 2000年：陈振义，新加坡清洁工，于1998年被控谋杀43岁前女友黄红燕（英语：1998 Bukit Merah stabbing），在1999年被判谋杀罪成，处以死刑。上诉失败后于2000年9月15日上绞架问吊。
- 2000年/2001年：陈俊伟，20岁的马来西亚人，涉嫌在1999年谋杀18岁马来西亚籍女友许妙珍（英语：Murder of Koh Mew Chin），于2000年2月被判谋杀罪名成立，判处死刑。于2000年或2001年被处死。
- 2001年：Julaiha Begum（英语：Murder of T. Maniam），于2001年2月16日正法，罪名为在1999年教唆谋杀自己的前夫，亦是55岁退休警察T. Maniam。Julaiha的两名雇佣杀手Loganatha Venkatesan（25岁；Julaiha的情夫）与Chandran Rajagopal（25岁；Venkatesan的好友）也因涉嫌帮助Julaiha谋杀Maniam而与Julaiha在同一日被绞死。第四名共犯Mani至今依然逍遥法外。
- 2001年：佘国明，新加坡人，在1999年5月2日的早晨杀害56岁的S. Salim Ahmad（英语：Murder of S. Salim Ahmad），原因是Salim跟踪并非礼佘国明的女友。犯案一年后，逃到马来西亚的佘国明于2000年5月被逮捕，并遣送回新加坡面对谋杀指控。同年11月被判谋杀罪成，亦被判死刑。最后于2001年11月30日被正法。
- 2002年：Khwan-On Natthaphon，泰籍客工，涉嫌在2000年6月谋杀65岁的出租车司机翁伙俤（英语：Murder of Ong Huay Dee）。后来在2001年8月被判谋杀罪成并判处死刑。上诉失败后于2002年9月27日问吊。
- 2002年：Rosli bin Ahmat、Wan Kamil bin Mohamed Shafian与Ibrahim bin Mohamed，于2002年10月25日正法。罪名为在2000年8月8日至26日之间抢劫并谋杀新加坡籍出租车司机许业荣（英语：Murder of Koh Ngiap Yong）和印籍钱币兑换商人Jahabar Sathick。
- 2002年：吕伟添（英语：Anthony Ler），于2002年12月13日正法，罪名为在2001年5月14日雇佣及威胁一名15岁未成年罪犯谋杀妻子梁慧敏，以取得独生女的抚养权和单位所有权。他的15岁同谋（化名Z）由于犯案时未成年，被判无限期监禁，等待总统发落。Z服刑17年后成功取得总统特赦，于2018年出狱。
- 2003年：Kanesan Ratnam，新加坡人，因被控强奸罪而还押于女皇镇监狱的期间，杀害与自己分享同一个牢房的19岁囚犯Shankar Suppiahmaniam（英语：Murder of Shankar Suppiahmaniam）（生前被控强奸两名小女孩而还押于女皇镇监狱）。Kanesan在审讯期间选择不抗辩，于是被高庭判谋杀罪成，间接被判死刑。Kanesan最后于2003年1月10日被正法。
- 2003年：Seethong Phichet, Thongthot Yordsa-Art and Dornchinnamat Yingyos，来自泰国的客工，涉嫌谋杀同乡Saenphan Thawan（英语：murder of Saenphan Thawan），于2003年2月21日正法。
- 2003年：Arun Prakash Vaithilingam，来自印度的电工，被控谋杀23岁的同乡及室友Lourdusamy Lenin Selvanayagan（英语：Murder of Lourdusamy Lenin Selvanayagan），于2002年12月谋杀罪成，被判死刑。最后上诉失败，于2003年10月3日正法。
- 2004年：金玉刚，来自中国的清洁工。涉嫌谋杀同乡王宏（英语：Rangoon Road murder），于2004年3月19日正法。
- 2004年：Soosainathan Dass Saminathan，新加坡人，于2002年被控奸杀6个月大的印尼女婴Anjeli Elisaputri（英语：Anjeli Elisaputri rape and murder），最后于2003年7月15日谋杀罪成被判死刑。于2004年5月21日被绞死。
- 2004年：陈志伟，马来西亚人，在2003年1月强奸并谋杀26岁的泰籍家庭主妇Thabun Pranee（英语：2003 Chai Chee rape and murder）。同年9月被判死刑，随后于2004年6月11日被执行死刑。
- 2004年：Zailani bin Ahmad，新加坡籍冷气机维修工人，在2003年谋杀68岁的徐亚畅（英语：Murder of Chi Tue Tiong），于2004年3月判处死刑，后来在同年10月上诉失败。具体行刑日期不详。他的印尼女友和共谋Rachel至今依然逍遥法外。
- 2005年：李清添，又名Harith Gary Lee，新加坡人，在2003年被控谋杀32岁的书记女友赵秀萍（英语：Murder of Diana Teo Siew Peng），在2004年4月谋杀罪成被判死刑，于2005年4月22日正法。
- 2006年：许展权与林保来，于2004年被控谋杀56岁的废车商人莫镇鸿（英语：Murder of Bock Tuan Thong）。虽然在2005年1月被判抢劫伤人罪名成立，分别判处许展权监禁15年和鞭打20下、林保来监禁20年和鞭打24下，但是控方在同年7月上诉成功，许展权与林保来因此改判谋杀罪成，并改判死刑。俩人双双于2006年4月28日被绞死。莫镇鸿劫杀案的主谋黄金顺至今依然逍遥法外。
- 2006年：卓良豪，馬來西亞人，於2006年11月3日被正法，參見黃娜謀殺案。
- 2007年：梁少初（英语：Kallang River body parts murder），工廠主管，於2007年11月30日正法，罪名為謀殺自己的情人劉紅梅并将她的尸体肢解。
- 2008年：李哲奇，马来西亚人，涉嫌在1993年抢劫和杀害新加坡国立大学教授李国祥（英语：Murder of Lee Kok Cheong）的三名凶手之一。于2006年落网，并且在2008年判死刑后于不明日期问吊。两名共犯之一黄哲祥因抢劫而入狱8年和鞭打10下，而第三名嫌凶杜延雄则在早前因谋杀罪而在1998年被法庭判处死刑，一年后被吊死。
- 2008年：Hamir bin Hasim, Kamal bin Kupli and Abdul Malik bin Usman，三人均是马来西亚人，被控于2005年平安夜谋杀一名缅甸工人Thein Naing（英语：Upper Boon Keng Road murder），于2007年被判死刑，隔年上诉失败后于不明日期被正法。
- 2008年：Mohammed Ali bin Johari（英语：Murder of Nonoi），货车司机，於2008年12月19日正法，罪名為在2006年強姦和謀殺自己的繼女Nurasyura binte Mohamed Fauzi（爱名Nonoi）。
- 2011年：Tharema Vejayan Govindasamy，新加坡人，被控谋杀前妻Smaelmeeral Abdul Aziz（英语：Stirling Road murder），于2009年被判死刑，于2011年某日被绞死。
- 2011年：Nakamuthu Balakrishnan，新加坡人，涉嫌谋杀46岁的送货司机温长俭（英语：Murder of Wan Cheon Kem），在2008年被判死刑。于2011年7月8日正法。其余的四名共犯则以抢劫伤人的罪名被判入狱略加鞭刑。
- 2014年：王志健（英语：Yishun triple murders），中華人民共和國人，2012年被判處死刑，於2016年5月20日正法。罪名為在2008年於义顺的出租公寓內謀殺三名女子：他的女友张孟（41岁）、张孟的独生女冯建宇（17岁）和张孟的住户友人杨婕（36岁）。他也涉嫌企图谋杀杨婕的15岁长女李美霖。上訴庭於2014年駁回了他的上訴。
- 2015年：Muhammad Kadar，新加坡籍散工，於2005年謀殺69岁女邻居谭颖娟（英语：Murder of Tham Weng Kuen），并且在2009年被判谋杀罪成后被判死刑，案发接近十年后於2015年4月17日正法。
- 2016年：Kho Jabing（英语：Kho Jabing），馬來西亞人，於2016年5月20日正法，罪名為在2008年打劫并謀殺一名中国籍建築工人曹如银。
- 2018年：Rasheed Muhammad与Ramzan Rizwan，巴基斯坦籍纸巾卖家，涉嫌在2014年谋杀并肢解59岁的同乡友人及室友Muhammad Noor（英语：Murder of Muhammad Noor），于2017年2月17日罪成判死刑，并在同年9月28日上诉遭拒绝。后来在2018年双双被处决。
- 2018年：謝其晉，新加坡商人，具體處決日期應為2018年之後，罪名為謀殺了妻子37歲的情人蔡誼志（英语：Murder of Dexmon Chua）。谢其晋原先在2017年8月因谋杀罪名成立并被判終身監禁，但在檢方於2018年6月27日提出上訴後，新加坡上诉庭將谢其晋的刑罚改為死刑。行刑日期不详。
- 2019年：Micheal Anak Garing（英语：2010 Kallang slashing），馬來西亞人，於2019年3月22日正法，罪名為在2010年的一系列武裝搶劫（英语：2010 Kallang slashing）中謀殺了一名印度籍建築工人Shanmuganathan Dillidurai。
- 2024年：Ahmed Salim（英语：Ahmed Salim (murderer)），孟加拉籍客工，于2018年涉嫌杀害34岁印尼女友Nurhidayati Wartono Surata，并在2020年12月14日被判谋杀罪成，并判以死刑。上诉失败后于2024年2月28日被正法。
- 2025年：Iskandar bin Rahmat（英语：Kovan double murders），前任高级警曹长，在2013年抢劫并谋杀一对陈姓父子：67岁陈文新和他的42岁长子陈志雄，于2015年被判死刑。案发12年后于2025年2月5日被正法，终年46岁。
- 2025年：张锦兴（英语：Woodlands double murders），物业代理人，于2017年涉嫌杀害怀孕6个月的妻子钟佩珊及4岁女儿张梓宁，并在2020年11月12日被判死刑。于2025年4月16日被正法。

### 枪械罪
- 1976年：Sha Bakar Dawood（英语：Sha Bakar Dawood），新加坡籍船工，在1975年1月11日抢劫一家妓院并开枪射伤三名人质，甚至逃跑时向警方挑起枪战。Sha Bakar在先前的三个月里犯下了至少五个轰动抢劫案。最后于同年9月罪成被判死刑，于1976年9月3日正法。Sha Bakar是新加坡史上第一个因触犯新加坡军火令而被判死刑的犯人。
- 1977年：Talib Haji Hamzah（英语：Talib Haji Hamzah），马来西亚小贩，在1974年9月至12月之间参与两起持枪械抢劫案，随后潜逃马来西亚两日后被逮捕并遣送回新加坡受审。成为新加坡史上第一个被控以同谋身份参与持枪抢劫的人，因而被判死刑。于1977年1月28日问吊。其余的5名共犯中，因在另起案件杀人而被通缉的主谋为了拒捕而吞枪自尽，然而其他四人则被逮捕，但他们的最后命运至今未详。
- 1980年：庄木荣与郑芝强（英语：1976 Balestier Road shooting），俩人涉嫌在一起抢劫案中开枪射伤23岁警员梁坤山和55岁的漆业公司老板曾振栋（此案的三名人质之一），俩人均被判死刑。最后上诉失败后于1980年5月9日被绞死。
- 1984年：林国友，马来西亚籍通缉犯及持枪歹徒，于1984年6月8日正法，罪名为在1979年中峇鲁巴士人质事件（英语：Tiong Bahru bus hijacking）非法开枪企图伤害刑警。其同谋杨贵光则为拒捕而吞枪自尽。
- 1994年：王耀添，新加坡理发师，于1994年11月25日正法，罪名为非法开枪企图伤害两名警察吴顺源与洪财海，以及枪杀第三个警察Mirza Abdul Halim Mirza Abdul Majid（英语：Murder of Mirza Abdul Halim）。
- 1995年：黄庭双（英语：Ng Theng Shuang），马来西亚籍枪匪，在1992年试图抢劫桥南路金庄而开枪伤害22岁保安人员Karamjit Singh以及两名市民，也抢劫一名妇女的货车。潜逃1年后，于1993年被逮捕，并在1994年以这项罪名处以死刑，上诉失败后于1995年7月14日问吊。其同谋李国成则在枪战中被Singh当场开枪击毙。
- 1997年：林水顺（英语：Lim Chwee Soon），新加坡籍无业青年，在1995年抢劫一家表行和偷走四个劳力士手表，并且开枪打伤表行老板的儿子侯绍智。案发两日后，林水顺在吉隆坡被逮捕，遣送回新加坡受审。于1996年7月24日罪成被判死刑。上诉失败后于1997年7月25日问吊。其同谋刘亚明（41岁，小贩）则因协助林水顺犯下其他抢劫案和逃离本案的案发现场而被判入狱9年，鞭打12下。
- 2001年：郑清华，新加坡籍出租车司机，在1995年开枪伤害20岁的新加坡人李罗杰（英语：1995 Rowell Road shooting）。潜逃五年后于马来西亚逮捕，遣送回新加坡后以非法开枪伤人的罪名被判死刑。上诉失败后于2001年10月26日被正法。
- 2005年：许国顺（英语：Khor Kok Soon），新加坡籍散工，在1984年非法开枪蓄意伤害43岁警曹林家振，许国顺潜逃19年后，于2003年被逮捕，并在2005年以这项罪名处以死刑，上诉失败后于2006年的不明日期问吊。许国顺也涉嫌在与警方进行枪战的同日枪杀26岁卡车司机王庆福，但这项谋杀指控后来在许国顺被执行死刑前被控方撤销。
- 2005年：林添来，新加坡人，在1997年枪杀43岁的商人陈中发（英语：murder of Tan Tiong Huat），并且在潜逃7年后于泰国逮捕。林添来后来被控非法开抢杀害陈中发，2005年罪名成立后被判死刑。最后于不明日期被绞死。
- 2009年：陳楚仁（英语：Tan Chor Jin）（綽號“獨眼龍”），於2009年1月9日正法，罪名為非法開槍殺害41歲夜店老闆林福順。

### 販毒
- 1981年：王亚泉（英语：Ong Ah Chuan v Public Prosecutor），新加坡人，於1981年2月21日被處決，罪名為走私海洛因。
- 1981年：刘凤英（英语：Low Hong Eng），新加坡人，於1981年10月9日被處決，罪名為走私海洛因。为新加坡史上首次遭到正法的女性毒贩。其同谋陈亚弟在同日亦被处死。
- 1989年：刘志成（毒贩）（英语：Lau Chi Sing），香港人，於1989年11月17日正法，罪名為走私海洛因。
- 1992年：林裕炎與陈忠义（英语：Sim Ah Cheoh），新加坡人，一同於1992年4月3日被處決，罪名為走私海洛因。
- 1994年：卓美薇（英语：Cheuk Mei Mei），香港人，於1994年3月4日正法，罪名為走私海洛因。他的共犯谢宝忠也因同样的罪名而于同日被吊死。
- 1994年：Johannes van Damme（英语：Johannes van Damme），荷蘭工程師，於1994年9月23日正法，罪名為走私海洛因。
- 1994年：张凯梦（英语：Execution of Elke Tsang Kai-mong），香港人，於1994年12月16日正法，罪名為走私海洛因。唆使张凯梦贩毒的同谋则在俄罗斯因毒品罪名而在莫斯科某个监狱服刑。
- 1995年：莫佩萍（英语：Execution of Angel Mou Pui Peng），拥有葡萄牙国籍的澳门女子（生前定居香港），於1995年1月6日正法，罪名為走私海洛因。
- 1995年：陈志文（英语：Daniel Chan Chi-pun），香港人，於1995年3月10日正法，罪名為走私海洛因。
- 1995年：潘婉聪（英语：Execution of Poon Yuen Chung），香港人，於1995年4月21日正法，罪名為走私海洛因；其犯案时年仅18岁又10个月大。他的17岁共犯林凯嘉（Lam Hoi Ka；香港人）虽然同样被判罪名成立，但由于犯案时未满18岁，于是被无限期监禁，等待总统发落。
- 1995年：唐清雯（英语：Tong Ching Man），香港人，於1995年4月21日正法，罪名為走私海洛因；其犯案时年仅18岁。他的共犯及男友林灼宏（Lam Cheuk Wang；香港人）也因同样的罪名而于同日被吊死。
- 1996年：Rozman Jusoh（英语：Rozman Jusoh），马来西亚劳工，於1996年4月12日正法，罪名為走私大麻。他的共犯Razali Mat Zin（馬來西亞人）也因同样的罪名而于同日被吊死。
- 2003年：Vignes Mourthi（英语：Vignes Mourthi），马来西亚工人，於2003年9月26日正法，罪名為走私海洛因。他的共犯Moorthy Angappan（馬來西亞人）也因同样的罪名而于同日被吊死。
- 2004年：颜美云（英语：Yen May Woen） ，新加坡美发师，於2004年3月19日正法，罪名為走私海洛因。
- 2005年：Shanmugam Murugesu（英语：Shanmugam Murugesu），新加坡前運動員、軍人，於2005年12月正法，罪名為走私大麻。
- 2005年：阮祥雲，澳大利亞人，於2005年12月正法，罪名為走私海洛因。
- 2007年：Iwuchukwu Amara Tochi（英语：Iwuchukwu Amara Tochi），尼日利亚人，於2007年1月正法，罪名為走私二嗎啡。他的共犯Okeke Nelson Malachy（尼日利亚人）也因同样的罪名而于同日被吊死。
- 2022年：Abdul Kahar Othman（英语：Abdul Kahar Othman），新加坡人，於2022年3月30日正法，其販運66.77克的二嗎啡[42]。
- 2022年：纳加恩德兰（Nagaenthran K. Dharmalingam），馬來西亞人，於2022年4月27日上午6點正法，罪名是2009年販運海洛因[43][44]。
- 2022年：Norasharee Gous（英语：Norasharee Gous）（48岁；新加坡人）与Kalwant Singh Jogindar Singh（英语：Kalwant Singh (drug trafficker)）（31岁，馬來西亞人），因於2013年販運海洛因而於2022年7月7日上午6點正法。
- 2022年：Nazeri Lajim（英语：Nazeri Lajim），新加坡人，因於2012年販運海洛因而於2022年7月22日上午6點正法。
- 2022年：Abdul Rahim Shapiee与同谋王小平（英语：Abdul Rahim Shapiee），新加坡人，因於2015年販運海洛因而於2022年8月5日正法。
- 2022年：Datchinamurthy Kataiah（英语：Datchinamurthy Kataiah），馬來西亞人，因於2011年販運海洛因而原預定於2022年4月29日執行死刑，現由於正在進行的法律申請而暫停執行。
- Pannir Selvam Pranthaman（英语：Pannir Selvam Pranthaman），馬來西亞人，因在2014年販運海洛因而被判死刑。自2017年起以死囚犯身份仍监禁于樟宜监狱。
- 2023年：谭加拉朱·苏皮亚，新加坡人，因於2013年販運大麻而於2023年4月26日正法。
- 2023年：莎莉迪威·迪加玛尼，新加坡人，因於2016年販運海洛因而於2023年7月28日正法。
- 2023年：Mohamed Shalleh Abdul Latiff（英语：Mohamed Shalleh Abdul Latiff），新加坡人，因於2016年販運海洛因而於2023年8月3日正法。
- 2024年：Moad Fadzir bin Mustaffa（英语：Moad Fadzir bin Mustaffa），因於2016年販運36.93克海洛因而於2024年8月2日正法。
- 2024年：A. Steven Paul Raj（英语：A. Steven Paul Raj），因於2017年販運35.85克海洛因而於2024年8月7日正法。
- 2024年：Mohammad Azwan bin Bohari（英语：Mohammad Azwan bin Bohari），因於2015年販運26.5克海洛因而於2024年10月4日正法。
- 2024年：Sulaiman Jumari（英语：Sulaiman Jumari）（64歲；新加坡人），因於2016年販運52.75克海洛因而於2024年10月16日正法。
- 2024年：Pausi Jefridin（英语：Pausi Jefridin）（39歲；馬來西亞人）與Roslan Bakar（英语：Roslan Bakar）（53歲；新加坡人），因於2008年販運96.07克海洛因，而於2024年11月15日正法。
- 2024年：Rosman Abdullah（英语：Rosman Abdullah）（55歲；新加坡人），因於2009年販運57.43克海洛因而於2024年11月22日正法。
- 2024年：Masoud Rahimi bin Mehrzad（英语：Masoud Rahimi bin Mehrzad）（35歲；伊朗裔新加坡人），因於2010年販運31.14克海洛因而於2024年11月29日正法。。
- 2025年：Syed Suhail Syed Zin（英语：Syed Suhail Syed Zin），因於2015年販運不少於38.84克海洛因，而於2025年1月23日正法，終年48歲。
- 2025年：Mohammad Reduan Mustaffar（英语：Mohammad Reduan Mustaffar）（41歲；新加坡人），因於2016年販運不少於661.2克甲基安非他命，而於2025年4月9日正法。
- 2025年：Roshdi Abdullah Altway（英语：Roshdi Abdullah Altway），因販運78.77克海洛因，而於2025年4月10日正法。另Roshdi Abdullah Altway先前於1994年曾因謀殺一名中央國家機關檢查員被判處絞刑，當時他上訴並成功將死刑減為因過失殺人罪的十年監禁。
- 2025年：Muhammad Salleh bin Hamid（英语：Muhammad Salleh bin Hamid）（37歲；新加坡人），因於2019年販運325.81克甲基安非他命，而於2025年5月23日正法。

## 流行文化
2016年，新加坡導演巫俊鋒執導並發行了電影《徒刑》，由费杜斯拉曼和旺哈纳菲苏主演。影片講述了新上任的獄警和劊子手艾曼的虛構故事，觸及了新加坡死刑的主題和劊子手對死刑實踐的看法，以及家人在親人被審判和處決時的經歷和遭受的排斥。導演還透露，他在製作這部電影時，通過採訪退休劊子手、為死囚提供諮詢的祭司和伊瑪目以及被處決囚犯的家屬收集了信息。該片在多個國際電影節上映，反響熱烈，導演和製作團隊均獲得提名和獎項。
在新加坡，有像《繩之以法》和《真實檔案》這樣的本地法制節目，再現了在新加坡發生過的真實犯罪。在這些案件中，有謀殺和販毒案件的元兇在這一城邦中被判處死刑。通常，這些死刑案件在重新演繹時也會顯示罪犯的最終判決，其中透露他們的判刑和/或處決日期。值得注意的是，自1980年代至今，英國連環殺手John Martin Scripps、臭名昭著的妻子殺手呂偉添和兒童強姦犯兼殺手林寶龍等被處決的罪犯，以及更多罪犯的案件都經常重複出現在這些節目中。

## 外部連結
- 最高法院